# Arcozelos
Arcozelos é uma freguesia portuguesa do município de Moimenta da Beira, com 8,56 km² de área e 608 habitantes (censo de 2021). A sua densidade populacional é 71 hab./km².
Freguesia mais antiga que os povos que a formam, apareceu no séc. XV ou XVI, como simples capelania da Vila da Rua. Pertenceu ao extinto concelho de Caria passando para o de Moimenta da Beira em 1834. A sede de freguesia era na altura o Arcozelo do Cabo, onde foi criada a primeira escola, que passa em 1885 para o Arcozelo da Torre.
A freguesia estende-se hoje desde a Ribeira de Leomil, a sul de Moimenta, até à quinta de Porquinhas, a confrontar com Caria e Rua. Desce pelas matas do temido Verdeal e toma posse dos campos férteis e amenos da Ribeira do Tedinho, até aos limites de Baldos e de Fornos.
A sua posição geográfica determina o clima: frio e agreste no inverno e quente e seco no verão.
A etimologia do nome poderia derivar do latim arcus cellus que significa arquinho.

## Demografia
A população registada nos censos foi:
| Distribuição da População por Grupos Etários | Distribuição da População por Grupos Etários | Distribuição da População por Grupos Etários | Distribuição da População por Grupos Etários | Distribuição da População por Grupos Etários |
| -------------------------------------------- | -------------------------------------------- | -------------------------------------------- | -------------------------------------------- | -------------------------------------------- |
| Ano                                          | 0-14 Anos                                    | 15-24 Anos                                   | 25-64 Anos                                   | > 65 Anos                                    |
| 2001                                         | 151                                          | 115                                          | 341                                          | 137                                          |
| 2011                                         | 100                                          | 88                                           | 347                                          | 139                                          |
| 2021                                         | 78                                           | 55                                           | 320                                          | 155                                          |

## Para visitar em Arcozelos
- Capela de Nossa Senhora do Carmo (Toitam) - Nessa capela encontram-se as imagens de Nossa Senhora dos Remédios, e de São Francisco de Assis, e dois painéis pintados em madeira: um representa dois mártires franciscanos e outro representa São João Baptista.
- Arcozelo do Cabo - Antiga Igreja Matriz dos Arcozelos (século XVII, encontra-se em ruínas) e Fonte cavada na terra (chamada Fonte dos Baptizados, onde existe uma pedra colocada na parede representando um marco ou um sinal).
- Capela de Santo António (Arcozelos) - Possui um altar em talha dourada, estilo barroco, ladeado de imagens de arte sacra.
- Capela de Nossa Senhora da Conceição (Arcozelos) - Capela particular que contem uma fachada com uma porta de arco românico em abóbada de berço.
- Arcozelo da Torre - Santa Eufemia
- Capela do Mártir São Sebastião (Arcozelos)
- Capela de Nossa Senhora da Cabeça (reconstruída há pouco tempo)
- Museu Etnográfico de Arcozelo da Torre